# Amoklauf von Dossenheim
Beim Amoklauf von Dossenheim erschoss ein 71-jähriger Mann am 21. August 2013 zwei Männer, verletzte fünf Menschen zum Teil lebensgefährlich und tötete anschließend sich selbst. Anlass für den mehrfachen Mord war ein nichtiger Streit um eine Nebenkostenabrechnung eines Mehrfamilienhauses.

## Hintergrund
Der 71-jährige Täter war Sportschütze und lebte in Dossenheim bei Heidelberg mit seiner Frau als Rentner in einem Mehrfamilienhaus. Er war seit Jahrzehnten Mitglied in Schützenvereinen und war bis dahin nicht auffällig geworden. Die Tatwaffe hatte er 1992 in Heidelberg gekauft. Neben der Pistole besaß er legal sechs weitere Schusswaffen.
Der Rentner besaß seit 1979 eine Wohnung in der Dossenheimer Wohnanlage. Vor der Tat gab es immer wieder Streit mit anderen Eigentümern. Mehrfach wurden Meinungsverschiedenheiten innerhalb der Gruppe vor Gericht ausgetragen.

## Ablauf

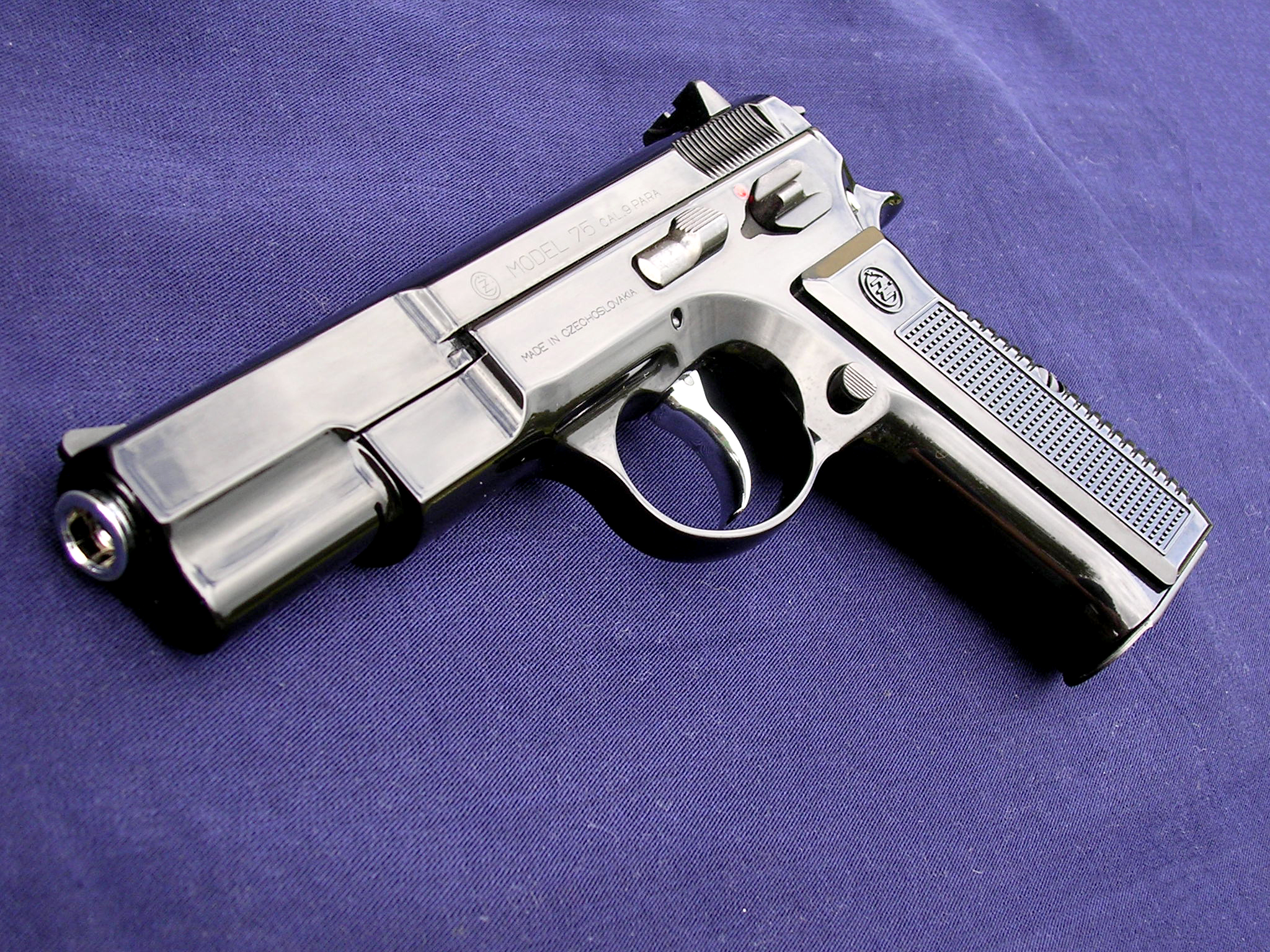
Tatwaffe ČZ 75 9 mm

Die Eigentümerversammlung fand im Vereinshaus der TSG Germania 1889 Dossenheim statt. Dort hatte der Täter Streit mit den anderen Eigentümern über die Nebenkosten-Abrechnung 2012. Nachdem er auf eine der anwesenden Frauen bedrohlich zuging, verwies der Verwalter der Eigentümergemeinschaft den aufgebrachten Rentner des Raumes. Zeugen berichteten später laut der NOZ, dass sich der spätere Täter an der Theke noch etwas zu trinken bestellte und sichtlich nervös wirkte. Nachdem er eine Cola gestürzt und bezahlt hatte, ging er in das Obergeschoss des Vereinsheimes, wo die Versammlung stattfand. Seit seinem Raumverweis war eine Viertelstunde vergangen. Er stürmte mit einer Neun-Millimeter-Česká 75 in die Versammlung, die in einem Nebenraum stattfand. Nach Angaben der Polizei gab der Rentner ab 18.51 Uhr insgesamt 17 Schüsse auf die nur acht Anwesenden ab. 13 Mal schoss er im Nebenraum. Er verfolgte einen flüchtenden Miteigentümer durch die Gaststätte bis auf die Terrasse und gab nochmals zwei Schüsse ab. Nach 15 Schüssen wechselte er das Magazin. Danach tötete sich der Täter mit einem Schuss in die rechte Schläfe selbst.
Der 54-jährige getötete Mann soll laut Staatsanwaltschaft Heidelberg in seiner Eigenschaft als Verwaltungsbeirat der Wohnungseigentümergemeinschaft im Fokus des Täters gestanden haben. Zu den fünf Verletzten gehört auch die 70-jährige Ehefrau des Täters, die mit sechs anderen Eigentümervertretern im Raum war. Ob der Täter gezielt auf seine Frau schoss oder nicht, blieb unklar. Die Ehefrau hatte sich mit einer anderen Frau unter einen Tisch geflüchtet.
Zum Tatzeitpunkt waren auf dem großen Areal des Sportvereins insgesamt 50 Vereinsmitglieder und Gäste, darunter auch Kinder. Die beiden erschossenen Männer hatten in dem Dossenheimer Mehrfamilienhaus mit acht Wohnungen unter einem Dach mit dem späteren Amokläufer gelebt.
Fünf Tage nach dem Amoklauf fand in Dossenheim ein Trauergottesdienst statt, bei dem eine schriftliche Entschuldigung der Familie des Amokläufers vorgelesen wurde (Wir können uns nur aus tiefstem Herzen für das Leid entschuldigen).

## Bewertung
Wie die Polizei ermittelte, war der Täter nicht psychisch krank. Für die Polizei war es nach eigenen Angaben unerklärlich, wie der Mann so reagieren konnte.
Die Waffen des Täters waren ordnungsgemäß verschlossen und von der Munition getrennt. Nach Ansicht der Polizei war der Mann nicht über die Maßen waffenverliebt. Als Sportschütze mehrere Waffen zu besitzen, sei normal.
Der Tat folgte eine öffentliche Diskussion um den Umgang mit Schusswaffen in den Händen von Privatpersonen. Das Aktionsbündnis Amoklauf Winnenden drängte nach der Tat von Dossenheim auf schärfere Waffengesetze: Die Waffen von Sportschützen müssten endlich zentral aufbewahrt und besonders gesichert werden, sagte ein Sprecher und verwies darauf, dass wenn der Täter keinen Zugriff auf die Waffe gehabt hätte, es nicht zu der Tat gekommen wäre.

## Internationale Berichterstattung (Auswahl)
Neben der Berichterstattung im Inland fand der Vorfall auch international mediales Interesse.
- Germany: Deadly Shooting Followed Fraud Dispute ABCNEWS (abcnews.go.com)
- Shootings Man opens fire at sports club house outside of Heidelberg Deutsche Welle (dw.de)
- Gunman kills 2, wounds 5 in Germany bar shooting CNN (cnn.com)
- Housing costs dispute led to killings in Germany businessghana.com
- Germany: deadly shooting followed fraud dispute; charlotteobserver.com (Memento vom 28. August 2013 im Webarchiv archive.today)